# Sacul
Sacul est un site archéologique maya situé dans le Département du Petén, au Guatemala.

## Situation géographique
Sacul se trouve dans la partie nord des Monts Maya, à 16 km de la frontière bélizienne, dans une zone où l'altitude varie de 450 à 650 m.

## Structures
Sacul se compose de 5 sites, numérotés de 1 à 5, Sacul 1 représentant le site principal.